# Dodonaea
Dodonaea  är ett släkte av kinesträdsväxter. Dodonaea ingår i familjen kinesträdsväxter (Sapindaceae).

Släknamnet hedrar den nederländska läkaren Rembert Dodoens.

## Dottertaxa tillDodonaea, i alfabetisk ordning[1]
- Dodonaea adenophora Miq.
- Dodonaea amblyophylla Diels
- Dodonaea amplisemina
K.A.Sheph. & Rye
- Dodonaea angustifolia L.f.
- Dodonaea aptera Miq.
- Dodonaea arnhemica (S.T.Reynolds) M.G.Harr.
- Dodonaea barklyana (S.T.Reynolds) M.G.Harr.
- Dodonaea baueri Endl.
- Dodonaea biloba J.G.West
- Dodonaea boroniifolia G.Don
- Dodonaea bursariifolia F.Muell.
- Dodonaea caespitosa Diels
- Dodonaea camfieldii Maiden & Betche
- Dodonaea ceratocarpa Endl.
- Dodonaea concinna Benth.
- Dodonaea coriacea (Ewart & O.Davies) McGillivray